# Свиридов, Александр Васильевич
Александр Васильевич Свиридов — советский хозяйственный деятель, Герой Социалистического Труда.

## Биография
Родился в 1918 году на территории современной Рязанской области. Член КПСС.
В 1934—1978 годах — проходчик, бригадир проходчиков строительно-монтажного управления № 8 Московского метростроя Министерства транспортного строительства СССР.
Участник строительства станций «Бауманская», «Серпуховская», скоростной проходчик перехода между «Ленинскими горами» и «Университетом».
Указом Президиума Верховного Совета СССР от 9 августа 1958 года присвоено звание Героя Социалистического Труда с вручением ордена Ленина и золотой медали «Серп и Молот».
Делегат XXII съезда КПСС.
Умер в 1978 году в Москве.

## Награды и звания
- Герой Социалистического Труда (09.08.1958)
- Орден Ленина (09.08.1958)
- Орден Трудового Красного Знамени (06.09.1947)